# Qazvin (provincie)
Qazvin (Perzisch: استان قزوین, Ostān-e Qazvīn) is een van de 31 provincies van Iran. De provincie is gelegen in het noordwesten van het land en de oppervlakte beslaat 15.600 km². De hoofdstad van deze provincie is Qazvīn.
Andere steden zijn:
- Takestan
- Abyek
- Booin Zahra
- Eqhbalieh
- Mohammadieh
- Alvand
- Isfarvadin
- Mahmood Abad Nemooneh
- Khoram Dasht
- Ziä Abad
- Avaj
- Shäl
- Danesfahan
- Abgarm
- Ardägh
- Moallem Keläyeh
- Razmian Kouhin
- Bidestan

Alborz · Ardebil · Oost-Azerbeidzjan · West-Azerbeidzjan · Bushehr · Chahar Mahaal en Bakhtiari · Fars · Gilan · Golestan · Hamadan · Hormozgan · Ilam · Isfahan · Kerman · Kermanshah · Noord-Khorasan · Razavi-Khorasan · Zuid-Khorasan · Khoezistan · Kohgiluyeh en Boyer Ahmad · Kordestan · Lorestan · Markazi · Mazandaran · Qazvin · Qom · Semnan · Sistan en Beloetsjistan · Teheran · Yazd · Zanjan